# Motorola Razr
A Motorola Razr a Motorola mobiltelefonok egyik sorozata, a 4LTR család része. A sorozat első tagja a V3 volt.
Külső megjelenése, vékony alkata miatt kezdetben különleges divattelefonként vezették be, majd egy éven belül áruk csökkent és rendkívüli sikeressé vált, több mint 50 millió darabot adtak el 2006. júliusig. A V3 modeltt több mint 130 millió példányban adták el, amellyel a világ egyik legsikeresebb flip (kinyitható) telefonja lett.
A Razr-sorozatot 2007 júliusáig árusították, akkor követte a Motorola Razr2-sorozat. Még keskenyebb és még stabilabb dizájnjával a Razr2-es telefonok - V8, V9 és V9m - több lehetőséget, fejlesztett hangminőséget és érintőképernyőt kaptak. A sorozat eladási adatai nem bizonyultak olyan sikeresnek, mint az elsőé. Mivel a Motorola cég túl sokáig hagyatkozott a Razr telefoncsaládra és származékaira, és lassan tudott csak új termékkel előállni az egyre fejlettebb érintőképernyős és 3G-s telefonok növekvő piacára, a Razr vonzereje csökkent, visszavetve a Motorola márkát a Samsung és az LG mögé. A cég ekkor olcsón igyekezett eladni Razrjait, hogy újra szerephez jusson a piacon, ami viszont nagy veszteséget okozott.
2011 októberében a Motorola visszatért a Razr névhez egy sorozat androidos készülékkel, a Droid Razr és Droid Razr Maxx telefonokkal. Az újabb Razr-sorozat az elsőhöz hasonlóan ismét magán hordozza a vékonyság és a keskenyedő sarkok jegyeit.

## Készülékek
- V3
  - mattfekete kiadás
  - rózsaszín kiadás
  - MS500
  - V3re
- V3r/V3t
- V3i
- V3c
- V3m
  - Verizon Wireless kiadás
  - vörös V3m
- VE20
- V3x
  - M702iG
- V3xx
- maxx
  - maxx V6
  - maxx Ve
- MS500W
- V13
- Droid Razr